# Shendam
Shendam is een stad en een Local Government Area (LGA) in Nigeria in de staat Plateau. De LGA telde in 2006 205.119 inwoners en in 2016 naar schatting 268.700 inwoners. De bevolking bestaat er vooral uit Geomai.

## Religie
In 1907 werd in Shendam een katholieke missiepost van paters van de Sociëteit voor Afrikaanse Missiën geopend. De stad is sinds 2007 de zetel van een rooms-katholiek bisdom.